# 16064 Davidharvey
16064 Davidharvey este o planetă minoră (asteroid), cu un diametru de 4,106 km, din Asteroid Amor. A fost descoperită pe 5 septembrie 1999 la Catalina Station⁠(d) de Catalina Sky Survey. 
Obiectul prezintă o orbită caracterizată de o semiaxă mare de 2,849096 UAi, o excentricitate de 0,5893, o înclinație de 4,5398 ° în raport cu ecliptica.